# Hans-Joachim Schulze (Komponist)
Hans-Joachim Schulze (* ?; † 26. November 2008) war ein deutscher Musiker und Komponist.

## Leben
Hans-Joachim Schulze lebte in Lossow bei Frankfurt (Oder). Anfang der 1960er Jahre musizierte er mit seinem Flamingo-Trio im Raum Frankfurt (Oder).  Er schrieb für Funk, Verlage und  für sein Trio Tanzlieder mit unterschiedlichen Textautoren. Für den Harth Musik Verlag Leipzig Berlin sind Harro Korth und Willy Schüller als Textdichter belegt.

## Kompositionen
- Tausend Träume (Willy Schüller) Harth Musik Verlag Leipzig-Berlin, 1959
- Tango Marita,[2][3] Lied der Zeit Musikverlag Berlin; 1961
- Warum küsst du mich nicht? (Harro Korth) – Fanny Daal auf  Amiga 5 50 138,[4] Harth Musik Verlag Leipzig-Berlin, 1961;
- Mein Mann ist immer nett zu mir (Harro Korth), 2002 auf der Porträt-CD von Sonja Siewert und Herbert Klein;
- Ausgerechnet heute (Harro Korth);
- Immer dann, wenn du lächelst (Harro Korth)
- u. a.